# Liste der Kulturdenkmale in Jagsthausen
In der Liste der Kulturdenkmale in Jagsthausen sind Bau- und Kunstdenkmale der Gemeinde Jagsthausen verzeichnet, die im „Verzeichnis der unbeweglichen Bau- und Kunstdenkmale und der zu prüfenden Objekte“ des Landesamts für Denkmalpflege Baden-Württemberg verzeichnet sind. Dieses Verzeichnis ist nicht öffentlich und kann nur bei „berechtigtem Interesse“ eingesehen werden. Die folgende Liste ist daher nicht vollständig.

## Kulturdenkmale der Gemeinde Jagsthausen
Die Gemeinde besteht aus den Ortsteilen Jagsthausen und Olnhausen.

### Jagsthausen
Bau-, Kunst- und Kulturdenkmale in der Gemarkung des Hauptortes Jagsthausen:
| Bild           | Bezeichnung          | Lage                                        | Datierung       | Beschreibung | ID                       |
| -------------- | -------------------- | ------------------------------------------- | --------------- | ------------ | ------------------------ |
| Weitere Bilder | Burg Jagsthausen     | Jagsthausen, Schloßstraße (Karte)           | 15. Jahrhundert |              |                          |
|                | Kastell Jagsthausen  | Jagsthausen, Schloßstraße (Karte)           | 159             |              |                          |
| Weitere Bilder | Römerbad Jagsthausen | Jagsthausen, Friedrich-Krapf-Straße (Karte) | 159             |              |                          |
| Weitere Bilder | Rotes Schloss        | Jagsthausen, Schloßstraße (Karte)           | 1572 bis 1590   |              |                          |
| Weitere Bilder | Weißes Schloss       | Jagsthausen, Sennefelder Straße (Karte)     | 1792            |              |                          |
|                | Alte Schule          | Jagsthausen, Schloßstraße 12 (Karte)        |                 | [ 1 ]        | BW                       |
| Weitere Bilder | Jakobuskirche        | Jagsthausen, Kirchgasse (Karte)             |                 | [ 2 ]        | Wikidata-Objekt anzeigen |

### Olnhausen
Bau-, Kunst- und Kulturdenkmale in der Gemarkung von Olnhausen:
| Bild | Bezeichnung                                                                                           | Lage                                      | Datierung                                           | Beschreibung | ID |
| ---- | --- | ----------------------------------------- | --------------------------------------------------- | --- | -- |
|      | Fachwerkhaus Am Berg 2/3                                                                              | Olnhausen, Am Berg 2/3 (Karte)            | 19. Jahrhundert                                     | Erhaltenswertes historisches Gebäude | BW |
|      | Nördlicher Ortsrand mit mehreren, zum Teil baulich veränderten Scheunenbauten des 19./20. Jahrhundert | Olnhausen, Am Berg (Karte)                |                                                     | | BW |
|      | Nördlicher Ortsrand an der Kirche                                                                     | Olnhausen, Am Berg (Karte)                |                                                     | | BW |
|      | Wohnhaus Am Berg 4                                                                                    | Olnhausen, Am Berg 4 (Karte)              | 19. Jahrhundert                                     | Erhaltenswertes historisches Gebäude | BW |
|      | Wohnstallhaus mit Scheuer Am Berg 5                                                                   | Olnhausen, Am Berg 5 (Karte)              | 1. Hälfte 17. Jahrhunderts                          | Geschützt nach § 2 DSchG | BW |
|      | Scheunenreihung Am Berg 6-8                                                                           | Olnhausen, Am Berg 6-8 (Karte)            | Spätes 18. Jahrhundert                              | Erhaltenswertes historisches Gebäude | BW |
|      | Wohnhaus Am Berg 7                                                                                    | Olnhausen, Am Berg 7 (Karte)              | Spätes 19./frühen 20. Jahrhundert                   | Erhaltenswertes historisches Gebäude | BW |
|      | Wohnhaus Am Berg 9                                                                                    | Olnhausen, Am Berg 9 (Karte)              | wohl 2. Hälfte 19. Jahrhunderts                     | Erhaltenswertes historisches Gebäude | BW |
|      | Wohnhaus Am Berg 16                                                                                   | Olnhausen, Am Berg 16 (Karte)             | im Kern wohl noch Ende 18. / frühes 19. Jahrhundert | Erhaltenswertes historisches Gebäude | BW |
|      | Wohnhaus Am Berg 18                                                                                   | Olnhausen, Am Berg 18 (Karte)             | wohl 2. Hälfte 19. Jahrhunderts                     | Erhaltenswertes historisches Gebäude | BW |
|      | Ehem. Armenhaus Am Berg 28                                                                            | Olnhausen, Am Berg 28 (Karte)             | wohl noch 18. Jahrhundert                           | Geschützt nach § 2 DSchG | BW |
|      | Wohnstallhaus Kirchstraße 3                                                                           | Olnhausen, Kirchstraße 3 (Karte)          | 18. Jahrhundert                                     | Geschützt nach § 2 DSchG | BW |
|      | Wohnstallhaus mit Scheuer Kirchstraße 5                                                               | Olnhausen, Kirchstraße 5 (Karte)          | 1. Hälfte 17. Jahrhundert                           | Geschützt nach § 2 DSchG | BW |
|      | Scheune Kirchstraße 8                                                                                 | Olnhausen, Kirchstraße 8 (Karte)          | 1806                                                | Erhaltenswertes historisches Gebäude | BW |
|      | Evang. Kirche mit ummauertem Kirchhof                                                                 | Olnhausen, Kirchstraße 10 (Karte)         | 1408                                                | Geschützt nach § 28 DSchG |    |
|      | Alte Schule Kirchstraße 12                                                                            | Olnhausen, Kirchstraße 12 (Karte)         | um 1600                                             | Geschützt nach § 2 DSchG | BW |
|      | Doppelwohnhaus Lindenstraße 3/5                                                                       | Olnhausen, Lindenstraße 3/5 (Karte)       | wohl im Kern noch 16. Jahrhundert                   | Geschützt nach § 2 DSchG | BW |
|      | Ehem. jüdische Schule und Frauenbad                                                                   | Olnhausen, Lindenstraße 4 (Karte)         | 1842                                                | Geschützt nach § 2 DSchG | BW |
|      | Wohnhaus Lindenstraße 8                                                                               | Olnhausen, Lindenstraße 8 (Karte)         | 19. Jahrhundert                                     | Erhaltenswertes historisches Gebäude | BW |
|      | Wohnhaus Lindenstraße 11                                                                              | Olnhausen, Lindenstraße 11 (Karte)        | Kern 16. Jahrhundert                                | Erhaltenswertes historisches Gebäude | BW |
|      | Ehem. Gasthaus “Zum Adler”                                                                            | Olnhausen, Lindenstraße 13 (Karte)        | 1786                                                | Geschützt nach § 2 DSchG | BW |
|      | Scheuer Lindenstraße 17                                                                               | Olnhausen, Lindenstraße 17 (Karte)        | 1856                                                | Erhaltenswertes historisches Gebäude | BW |
|      | Dorfbrunnen                                                                                           | Olnhausen, Lindenstraße (Karte)           | Spätes 19. Jahrhundert                              | Geschützt nach § 2 DSchG | BW |
|      | Fachwerkhaus Rathausstraße 4                                                                          | Olnhausen, Rathausstraß 4 (Karte)         | 18./19. Jahrhundert                                 | Erhaltenswertes historisches Gebäude | BW |
|      | Scheuer Rathausstraße 4                                                                               | Olnhausen, Rathausstraß 4 (Karte)         | 1828                                                | Geschützt nach § 2 DSchG | BW |
|      | Scheuer Rathausstraße 6                                                                               | Olnhausen, Rathausstraß 6 (Karte)         | um 1800                                             | Geschützt nach § 2 DSchG | BW |
|      | Wohnhaus Rathausstraße 8                                                                              | Olnhausen, Rathausstraße 8 (Karte)        | 1856                                                | Erhaltenswertes historisches Gebäude | BW |
|      | Scheuer Rathausstraße 8                                                                               | Olnhausen, Rathausstraße 8 (Karte)        | 19. Jahrhundert                                     | Erhaltenswertes historisches Gebäude | BW |
|      | Ehem. Rathaus Rathausstraße 9                                                                         | Olnhausen, Rathausstraße 9 (Karte)        | 1875                                                | Geschützt nach § 2 DSchG |    |
|      | Scheuer Rathausstraße 15                                                                              | Olnhausen, Rathausstraße 15 (Karte)       | 19. Jahrhundert                                     | über der Einfahrt eingemauerter Stein (sog. “Amboß”) mit Hufeisen und Initialen “HWR”, wohl 16/frühes 17. Jh. Ist nach § 2 geschützt Geschützt nach § 2 DSchG | BW |
|      | Wohnhaus Rathausstraße 21                                                                             | Olnhausen, Rathausstraße 21 (Karte)       | 1789                                                | Erhaltenswertes historisches Gebäude | BW |
|      | Jagstbrücke                                                                                           | Olnhausen, Rathausstraße (Karte)          | 1764                                                | Geschützt nach § 2 DSchG |    |
|      | Ehem. Gemeindeschafhaus mit Schäferwohnung                                                            | Olnhausen, Talstraße 24 (Karte)           | 1842                                                | Geschützt nach § 2 DSchG | BW |
|      | Rundbogiges Kellerportal Talstraße 30                                                                 | Olnhausen, Talstraße 30 (Karte)           | 17. Jahrhundert                                     | Erhaltenswertes historisches Gebäudeteil | BW |
|      | Kelter Talstraße 32                                                                                   | Olnhausen, Talstraße 32 (Karte)           | 17. Jahrhundert                                     | Geschützt nach § 2 DSchG | BW |
|      | Wohnhaus Talstraße 35                                                                                 | Olnhausen, Talstraße 35 (Karte)           | im Kern noch 18./frühes 19. Jahrhundert             | Erhaltenswertes historisches Gebäude | BW |
|      | Scheuern Talstraße 37/39/41                                                                           | Olnhausen, Talstraße 37/39/41 (Karte)     | 19. Jahrhundert                                     | Erhaltenswerte historische Gebäude | BW |
|      | Wohnstallhaus Talstraße 38                                                                            | Olnhausen, Talstraße 38 (Karte)           | aus dem 16. Jahrhundert                             | Geschützt nach § 2 DSchG | BW |
|      | Wohnhaus mit Scheunenteil Talstraße 47                                                                | Olnhausen, Talstraße 47 (Karte)           | Spätes 19. Jahrhundert                              | Erhaltenswertes historisches Gebäude | BW |
|      | Scheuern Talstraße 49                                                                                 | Olnhausen, Talstraße 49 (Karte)           | 19. Jahrhundert                                     | Erhaltenswerte historische Gebäude | BW |
|      | Wohnhaus Talstraße 51                                                                                 | Olnhausen, Talstraße 51 (Karte)           | 1880                                                | Erhaltenswertes historisches Gebäude Geschützt nach §§ Spätes 19. Jahrhundert DSchG                                                                           | BW |
|      | Scheuern Widderner Straße 10/11                                                                       | Olnhausen, Widderner Straße 10/11 (Karte) | 19. Jahrhundert                                     | Erhaltenswerte historische Gebäude | BW |
|      | Wirtshausausleger der ehem. Gastwirtschaft “Zum Hirsch”                                               | Olnhausen, Widderner Straße 14 (Karte)    |                                                     | Erhaltenswertes historisches Gebäudeteil | BW |
|      | Ofenstein Widderner Straße 15                                                                         | Olnhausen, Widderner Straße 15 (Karte)    | 1758                                                | Geschützt nach § 2 DSchG | BW |
|      | Hofanlage Widderner Straße 19                                                                         | Olnhausen, Widderner Straße 19 (Karte)    | spätes 18./frühen 19. Jahrhundert                   | Erhaltenswertes historisches Gebäude | BW |
|      | Wohnhaus Widderner Straße 24                                                                          | Olnhausen, Widderner Straße 24 (Karte)    | 1873                                                | Erhaltenswertes historisches Gebäude | BW |
|      | Scheuer Widderner Straße 25                                                                           | Olnhausen, Widderner Straße 25 (Karte)    | 19. Jahrhundert                                     | Erhaltenswertes historisches Gebäude | BW |